# Polnische Kultur im Zweiten Weltkrieg
Die polnische Kultur wurde im Zweiten Weltkrieg von den beiden Besatzungsmächten Polens, dem Dritten Reich und der Sowjetunion, die beide der polnischen Bevölkerung und Kultur feindlich gesinnt waren, brutal unterdrückt. Durch eine Politik des „kulturellen Völkermordes“ kamen tausende Wissenschaftler und Künstler zu Tode. Unzählige kulturelle Andenken wurden Opfer von Raub und Zerstörung.
Während sie die Mitglieder der polnischen Kulturelite verfolgten und ermordeten, plünderten oder zerstörten die Besatzer einen Großteil des kulturellen Erbes aus Polen. Polnische Schulen wurden zum Großteil geschlossen und diejenigen, die geöffnet blieben, mussten erhebliche Veränderungen in ihren Lehrplänen hinnehmen.
Dennoch gelang es Untergrund-Organisationen und Einzelpersonen – vor allem dem Polnischen Untergrundstaat – viele der wertvollsten kulturellen Erbstücke Polens zu retten und so viele kulturelle Institutionen und Stücke wie möglich zu erhalten. Die katholische Kirche und wohlhabende Einzelpersonen trugen zum Überleben einiger Künstler und ihrer Werke bei. Trotz schwerer Vergeltungsmaßnahmen der Nationalsozialisten und der Sowjetunion überlebten polnische kulturelle Aktivitäten im Untergrund den Zweiten Weltkrieg, einschließlich Veröffentlichungen, Konzerte, Theater, Bildung und wissenschaftliche Forschung.

## Hintergrund
Am 1. September 1939 fielen Hitlers Truppen in Polen ein und begannen damit den Zweiten Weltkrieg. Im Rahmen des Hitler-Stalin-Pakts marschierte die Rote Armee der Sowjetunion am 17. September ein. Infolgedessen wurde Polen zwischen diesen beiden Mächten aufgeteilt und blieb den größten Teil des Krieges über Besatzungszone. Bis zum 1. Oktober hatten Deutschland und die Sowjetunion Polen völlig überrannt, obwohl die polnische Regierung niemals offiziell kapitulierte und der polnische Untergrundstaat, der polnischen Exilregierung untergeordnet, sich schnell bildete. Am 8. Oktober annektierte das Deutsche Reich die westlichen Gebiete des ehemaligen Polen und richtete in den übrigen besetzten Gebieten das Generalgouvernement ein. Die Sowjetunion musste wegen der deutschen Invasion in ihr eigenes Territorium (1941) ihre Gebietsgewinne von 1939 aufgeben, re-annektierte diese jedoch dauerhaft, nachdem sie sie Mitte 1944 zurückgewann. Im Verlauf des Krieges verlor Polen im Vergleich zur Vorkriegszeit 20 % seiner Bevölkerung durch die Besetzung, die das Ende der Zweiten Polnischen Republik markierte.

## Zerstörung polnischer Kultur

### Deutsche Besetzung

#### Politik
Die deutsche Politik gegenüber dem polnischen Staat und seiner Kultur veränderte sich im Laufe des Krieges. Anfangs erhielten deutsche Beamte und Offiziere keine klaren Richtlinien für den Umgang mit polnischen kulturellen Einrichtungen, jedoch änderte sich dies rasch. Unmittelbar nach dem Überfall auf Polen im September 1939 setzte die deutsche Regierung erste Schritte zum Generalplan Ost um (den „kleinen Plan“). Die Grundidee wurde vom Rassenpolitischen Amt in Berlin in einem Dokument mit dem Titel „Über den Umgang mit den Bewohnern der ehemals polnischen Gebiete aus einem rassenpolitischen Standpunkt“ skizziert. Slawen, die östlich der deutschen Grenze vor Kriegsausbruch lebten, sollten germanisiert, versklavt oder ausgerottet werden, je nachdem, ob sie direkt in den von Deutschland annektierten Gebieten lebten oder im Generalgouvernement.
Ein großer Teil der deutschen Politik gegenüber der polnischen Kultur wurde am 31. Oktober 1939 bei einem Treffen zwischen dem Gouverneur des Generalgouvernements, Hans Frank, und Reichspropagandaminister Joseph Goebbels in Łódź festgelegt. Goebbels erklärte, dass „die Polnische Nation es nicht wert sei, eine zivilisierte Nation genannt zu werden“. Er und Frank kamen zur Übereinkunft, dass die Möglichkeiten der Polen, ihre Kultur zu erfahren, massiv eingeschränkt werden sollten: keine Theater, Kinos oder Kabaretts; kein Zugang zu Radio oder Presse und keine Bildung. Frank schlug vor, dass den Polen regelmäßig Filme zu zeigen seien, die die Errungenschaften des Dritten Reiches hervorheben, und dass sie eventuell ausschließlich über Megaphone angesprochen werden sollten. In den folgenden Wochen wurden alle polnischen Schulen mit höheren Bildungsgängen als der mittleren Berufsstufe geschlossen, ebenso alle Theater und viele andere kulturelle Einrichtungen. Auch die einzige polnischsprachige Zeitung, die im besetzten Polen veröffentlicht wurde, musste schließen und man begann polnische Intellektuelle zu verhaften.
Ab März 1940 wurden alle kulturellen Aktivitäten von der Abteilung für Volksaufklärung und Propaganda des Generalgouvernements, die später in Hauptabteilung Propaganda umbenannt wurde, kontrolliert. Weitere Richtlinien, die im Frühjahr und frühen Sommer erlassen wurden, spiegelten diejenige Politik, die von Frank und Goebbels im vorausgehenden Herbst skizziert wurde, wider. Eines der frühesten Dekrete der Abteilung verbot die Organisation aller, aber vor allem der „primitivsten“ kulturellen Aktivitäten ohne vorherige Genehmigung der Abteilung.
Schauspiele von „niedriger Qualität“, einschließlich solcher mit erotischem oder pornographischem Charakter, wurden jedoch ausgenommen – diese sollten veröffentlicht werden, um die Bevölkerung zu beschwichtigten, um der Welt die „echte“ polnische Kultur zu zeigen sowie um den Eindruck zu erzeugen, dass Deutschland die Polen nicht daran hinderte, sich selbst auszudrücken. Deutsche Propagandaspezialisten luden Kritiker aus neutralen Ländern zu speziell organisierten „polnischen“ Darstellungen ein, die gezielt langweilig oder pornographisch gestaltet waren, und präsentierten diese als typisch polnische kulturelle Aktivitäten. Polnisch-deutsche Zusammenarbeit im kulturellen Bereich, wie beispielsweise gemeinsame öffentliche Auftritte, war streng verboten. Im August 1940 wurde währenddessen ein verpflichtendes Registrationssystem für Schriftsteller und Künstler eingeführt. Im Oktober wurde dann der Druck neuer polnischsprachiger Bücher verboten, existierende Titel zensiert sowie oft auch konfisziert und eingezogen.
1941 entwickelte sich die deutsche Politik dahingehend weiter, dass sie die komplette Vernichtung der Polen forderte, welche von den Nationalsozialisten als Untermenschen betrachtet wurden. Innerhalb von 10 bis 20 Jahren sollten die polnischen Gebiete unter deutscher Besatzung von der polnischen Bevölkerung bereinigt und mit deutschen Kolonialisten besiedelt werden. Diese Politik lockerte sich in den letzten Jahren der Besetzung (1943/44) etwas im Angesicht der militärischen Niederlage der Deutschen und der sich nähernden Ostfront. Die Deutschen hofften, dass eine mildere Kulturpolitik Unruhen mindern und den polnischen Widerstand schwächen würde. Polen wurde es wieder gestattet, diejenigen Museen zu besuchen, die die deutsche Propaganda und Indoktrination förderten, wie das neu geschaffene Chopin-Museum, das die erfundenen deutschen Wurzeln des Komponisten betonte. Auch Einschränkungen in den Bereichen Bildung, Theater und Musik wurden gelockert.
Angesichts der Tatsache, dass die Zweite Polnische Republik ein multikultureller Staat war, bemühte sich die deutsche Politik und Propaganda auch um die Schaffung und Förderung von Konflikten zwischen den ethnischen Gruppen, indem sie Spannungen zwischen Polen und Juden sowie zwischen Polen und Ukrainern anheizte. In Łódź wurden Juden von den Deutschen dazu gezwungen, bei der Zerstörung eines Denkmals des polnischen Helden Tadeusz Kościuszko mitzuhelfen und wurden dabei gefilmt. Kurz darauf setzten die Deutschen eine Synagoge in Brand und filmten polnische Zuschauer, welche sie in Propaganda-Veröffentlichungen als „rachsüchtigen Mob“ porträtierten. Diese Politik der Spaltung spiegelte sich auch in der Entscheidung der Deutschen wider, das polnische Bildungssystem zu zerstören, während gegenüber dem ukrainischen Schulsystem zugleich relativ viel Toleranz gezeigt wurde. Wie Gauleiter Erich Koch erklärte: „Wir müssen alles nur mögliche tun, damit wenn ein Pole einen Ukrainer trifft, er den Ukrainer umbringen will und umgekehrt, der Ukrainer den Polen umbringen will.“

#### Plünderungen

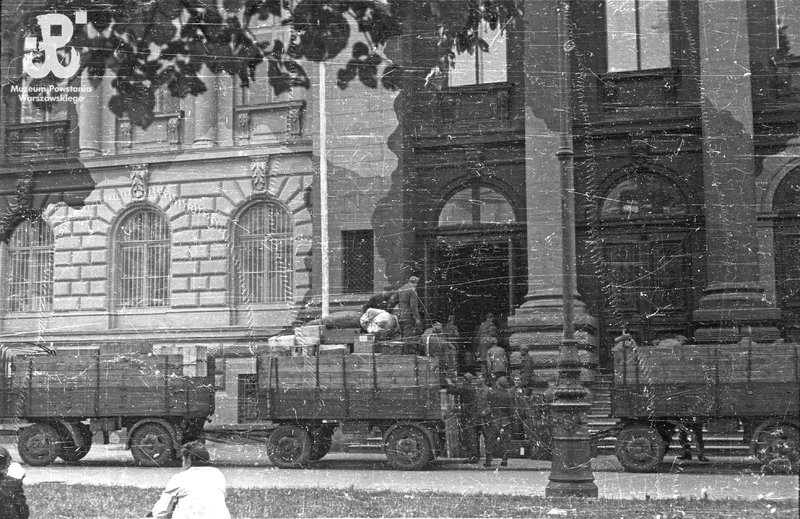
Deutsche plündern die Galeria Zachęta in Warschau (Sommer 1944)

1939, als die Besatzungsregierung eingerichtet war, beschlagnahmten die Nationalsozialisten das polnische Staatseigentum und große Teile von Privateigentum. Unzählige Kunstobjekte wurden geplündert und nach Deutschland verschleppt, in Einklang mit einem Plan, der im Vorfeld der Invasion gut ausgearbeitet wurde. Die Plünderungen wurden von der SS-Ahnenerbe überwacht, Einsatzgruppen, die für Kunst zuständig waren, sowie von Experten der Haupttreuhandstelle Ost, die für eher profane Objekte zuständig waren. Zu den erwähnenswerten Gegenständen, die von den Nationalsozialisten geraubt wurden, gehören der Krakauer Hochaltar sowie Gemälde von Raffael, Rembrandt, Leonardo da Vinci, Canaletto und Bacciarelli. Die meisten der wichtigen Kunstwerke wurden von den Nationalsozialisten innerhalb von sechs Monaten ab September 1939 „gesichert“; Ende 1942 gingen deutsche Beamte davon aus, dass „über 90 %“ der ehemals polnischen Kunst sich in ihrem Besitz befänden. Einige Kunstwerke wurden an deutsche Museen, wie das geplante Führermuseum in Linz, gesandt, während andere Kunstwerke in den Privatbesitz von nationalsozialistischen Beamten übergingen. Über 516.000 einzelne Kunstwerke wurden geraubt, darunter 2.800 Werke der europäischen Malerei, 11.000 Werke von polnischen Malern, 1.400 Skulpturen, 75.000 Handschriften, 25.000 Karten und 90.000 Bücher (darunter 20.000, die vor 1800 gedruckt wurden) sowie hunderttausende andere Gegenstände von künstlerischem oder historischem Wert. Sogar exotische Tiere wurden aus den Zoos geraubt.

#### Zerstörung

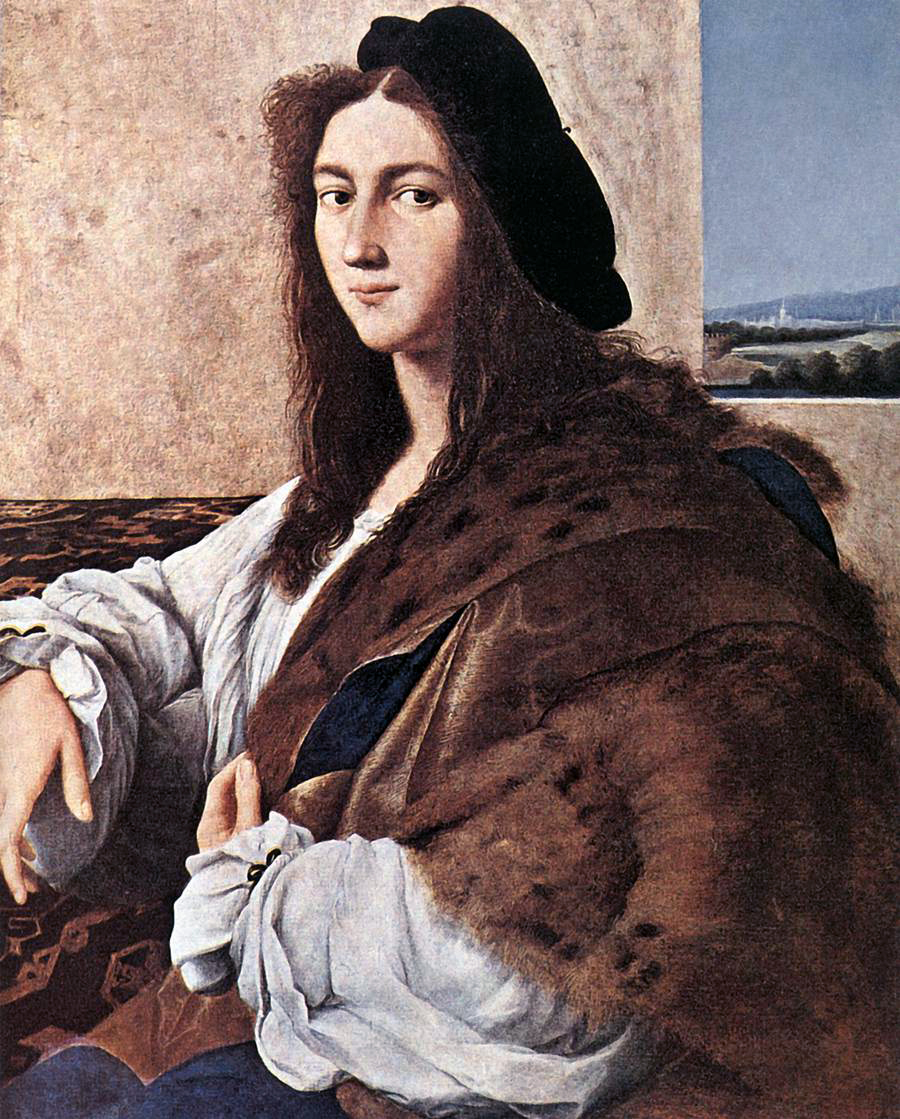
Portrait eines jungen Mannes, von Raffael, ca. 1514. Möglicherweise ein Selbstporträt und in diesem Fall das wertvollste Einzelkunststück, das von den Nationalsozialisten in Polen geraubt wurde. Vormals in der Sammlung des Czartoryski-Museums in Krakau, der Verbleib ist unbekannt.

Viele Lernorte und kulturelle Einrichtungen – Universitäten, Schulen, Bibliotheken, Museen, Theater und Kinos – wurden entweder geschlossen oder als „Nur für Deutsche“ gekennzeichnet. Im Krieg wurden 25 Museen und eine Vielzahl anderer Institutionen zerstört. Einer Schätzung zufolge waren mit Kriegsende 43 % der Infrastruktur polnischer Bildungs- und Forschungseinrichtungen und 14 % der polnischen Museen zerstört. Nach einer anderen Schätzung überstanden nur 105 der ehemals 175 Museen in Polen den Krieg und nur 33 dieser Einrichtungen waren bei Kriegsende in der Lage, wieder zu öffnen. Von den 603 wissenschaftlichen Einrichtungen in Polen aus der Vorkriegszeit wurde etwa die Hälfte vollkommen zerstört und nur einige wenige überstanden den Krieg halbwegs intakt.
Viele Hochschulprofessoren sowie Lehrer, Rechtsanwälte, Künstler, Schriftsteller, Priester und andere Mitglieder der polnischen Intelligenzia wurden verhaftet und hingerichtet oder während Operationen wie der AB-Aktion in Konzentrationslager gebracht. Diese spezielle Aktion führte zur berüchtigten Sonderaktion Krakau und den Lemberger Massenmorden. Während des Zweiten Weltkriegs verlor Polen 39–45 % seiner Mediziner und Zahnärzte, 26–57 % seiner Anwälte, 15–30 % seiner Lehrer, 30–40 % seiner Wissenschaftler und Universitätsprofessoren und 18–28 % seines Klerus. Die Begründung dieser Politik wurde von einem Gauleiter klar zum Ausdruck gebracht: „In meinem Bezirk wird [jeder Pole, der] Anzeichen von Intelligenz zeigt, erschossen.“
Im Rahmen ihres Programms zur Unterdrückung der polnischen Kultur versuchten die Deutschen das Christentum in Polen zu zerstören, mit einem besonderen Schwerpunkt auf der römisch-katholischen Kirche. In einigen Teilen des besetzten Polen wurden die Polen gehindert, an Gottesdiensten teilzunehmen oder es wurde ihnen sogar verboten. Gleichzeitig wurde kirchliches Eigentum konfisziert, die Verwendung der polnischen Sprache in Gottesdiensten verboten, Organisationen in Kontakt mit der katholischen Kirche abgeschafft und das Singen bestimmter religiöser Lieder – oder das Lesen von Abschnitten aus der Bibel – in der Öffentlichkeit verboten. Die schlechtesten Bedingungen fanden sich im Reichsgau Wartheland, das die Nationalsozialisten als Versuchsraum für ihre religionsfeindliche Politik nutzten. Der polnische Klerus und religiöse Führer waren auffällig stark in den Teilen der Intelligenzia vertreten, die für die Auslöschung vorgesehen waren.
Um der Entstehung einer neuen Generation gebildeter Polen vorzubeugen, verfügten deutsche Beamte, dass die Beschulung polnischer Kinder auf einige wenige Jahre Grundschulausbildung begrenzt werden sollte. Reichsführer SS Heinrich Himmler schrieb in einem Memorandum im Mai 1940: „Der einzige Zweck dieser Beschulung ist es, die einfache Arithmetik zu lernen, nichts über die Zahl 500 hinaus; wie man seinen Namen schreibt; und die Doktrin, dass es göttliches Gesetz ist den Deutschen zu gehorchen; … Ich halte die Fähigkeit zu Lesen nicht für wünschenswert.“ Hans Frank zitierte ihn: „Die Polen brauchen keine Universitäten oder Sekundarschulen; die polnischen Länder sind in eine intellektuelle Wüste umzuwandeln.“ Die Situation war in den ehemals polnischen Gebieten jenseits des Generalgouvernement, welche vom Dritten Reich annektiert wurden, besonders fatal. Die spezifische Politik unterschied sich zwar von Gebiet zu Gebiet, im Allgemeinen existierte dort jedoch überhaupt kein polnischsprachiges Ausbildungssystem. Die deutsche Politik stellte dort eine „Crash-Germanisierung“ der Bevölkerung dar. Polnische Lehrer wurden entlassen und einige wurden zur Teilnahme an „Orientierungs-Treffen“ mit der neuen Regierung eingeladen, wo sie entweder alle verhaftet oder an Ort und Stelle hingerichtet wurden. Einige polnische Schulkinder wurden an deutsche Schulen geschickt, während andere spezielle Schulen besuchten, wo sie die meiste Zeit als unbezahlte Arbeiter verbrachten; in der Regel in deutsch-geführten Landwirtschaftsbetrieben. Polnisch-Sprechen brachte harte Strafen mit sich. Es wurde erwartet, dass die polnischen Kinder mit der Arbeit beginnen, wenn sie ihre Primarbildung im Alter von 12 bis 15 Jahren abgeschlossen hatten. In den östlichen Gebieten, die nicht dem Generalgouvernement angehörten, (Bezirk Bialystok, Reichskommissariat Ostland und Reichskommissariat Ukraine) wurden viele Grundschulen geschlossen und der meiste Bildungsbetrieb fand in nicht-polnischen Sprachen wie Ukrainisch, Belarussisch oder Litauisch statt. Im Bezirk Bialystok wurden beispielsweise 86 % der Schulen, die vor dem Krieg existierten, während der ersten beiden Jahre der deutschen Besetzung geschlossen – bis Ende des folgenden Jahres stieg diese Zahl auf 90 %.

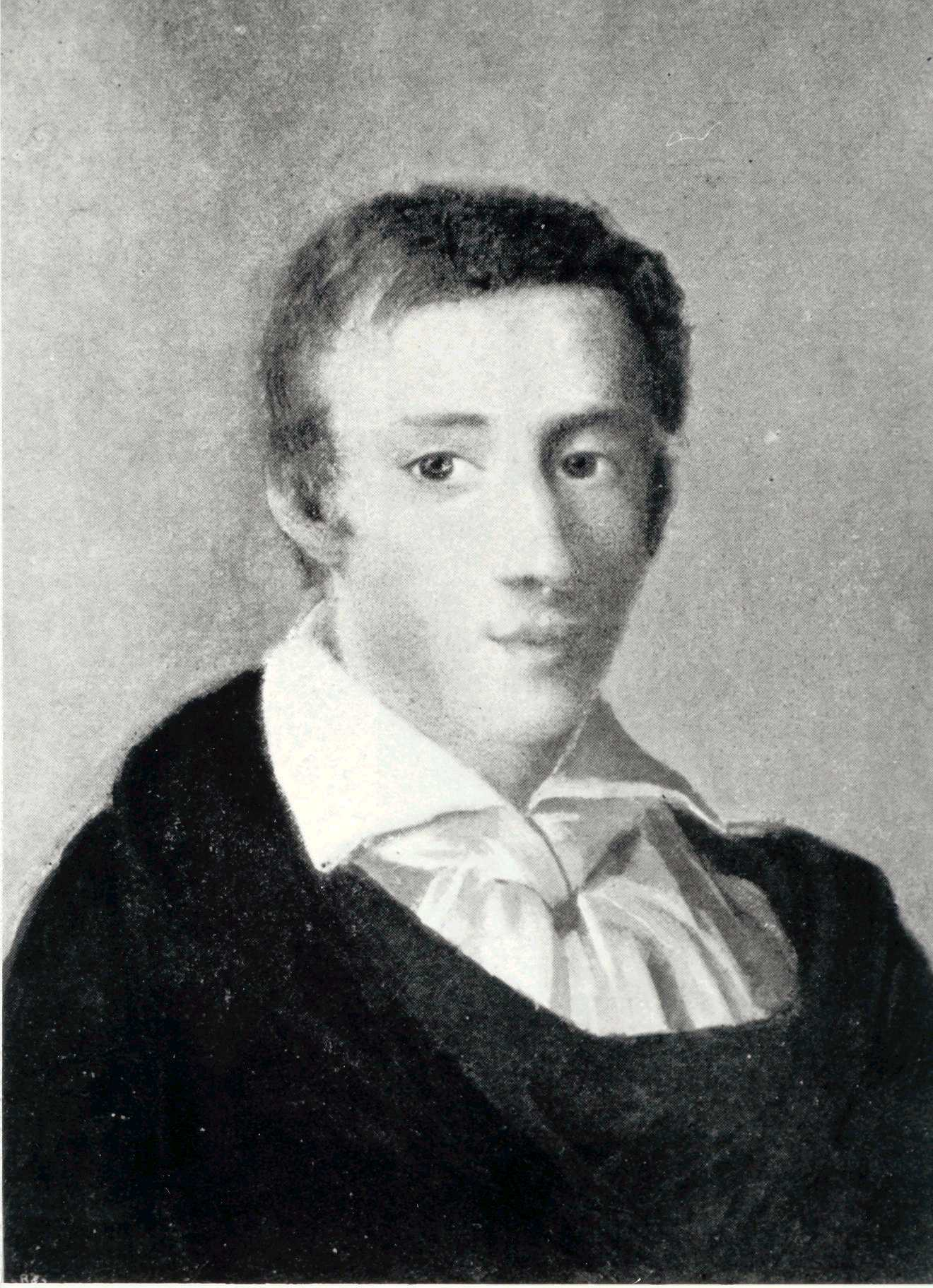
Foto des ersten Porträts von Chopin (Mieroszewski, 1829). Zerstört im September 1939 in Warschau

Die Lage polnischer Grundschulen war im Generalgouvernement etwas besser, auch wenn Ende 1940 nur 30 % der Schulen aus der Vorkriegszeit in Betrieb waren und nur 28 % des Anteils polnischer Kinder der Vorkriegszeit diese besuchten. Ein deutsches Polizei-Memorandum beschrieb 1943 die Situation folgendermaßen:

„Die Schüler sitzen zusammengepfercht ohne die nötigen Materialien und oft ohne ein qualifiziertes Lehrerkollegium. Darüber hinaus sind die polnischen Schulen in mindestens fünf der zehn Monate des Schuljahres wegen des Mangels an Kohle oder anderem Heizmaterial geschlossen. Von den zwanzig bis dreißig geräumigen Schulgebäuden, die Krakau vor 1939 besaß, werden heute die beiden schlechtesten Gebäude benutzt […] Jeden Tag haben die Schüler in unterschiedlichen Schichten zu lernen. Unter solchen Umständen ist der Schultag, der normal fünf Stunden dauert, auf eine Stunde reduziert.“

Im Generalgouvernement wurden die übrigen Schulen dem deutschen Bildungssystem unterworfen und die Anzahl und Kompetenz ihrer polnischen Mitarbeiter wurde kontinuierlich reduziert. Alle Universitäten und die meisten Sekundarschulen wurden geschlossen, wenn nicht sofort nach der Invasion, dann bis Mitte 1940. Bis Ende 1940 blieb keine offizielle polnische Bildungseinrichtung, die über die Berufsschule hinausging, in Betrieb und diese bot nichts weiter als die elementare Handels- und Technikausbildung, die die NS-Wirtschaft benötigte. Die Grundschule sollte sieben Jahre dauern, jedoch trafen sich die Klassen der letzten beiden Jahre des Programms nur einmal pro Woche. Es gab kein Geld, um die Schulen im Winter zu beheizen. Klassen und Schulen mussten zusammengelegt, polnische Lehrer entlassen werden und die daraus folgenden Einsparungen wurden verwendet, um Schulen für Kinder der deutschen Minderheit zu schaffen oder um Kasernen für die deutschen Truppen zu bauen. Es wurden keine neuen polnischen Lehrer ausgebildet. Der Lehrplan wurde zensiert; Fächer wie Literatur, Geschichte und Geographie wurden gestrichen. Alte Lehrbücher wurden eingezogen und Schulbibliotheken geschlossen. Zu den neuen Lernzielen für die Polen gehörte, sie zu überzeugen, dass ihr nationales Schicksal hoffnungslos war, und sie zu lehren, den Deutschen gegenüber unterwürfig und respektvoll zu sein. Dies wurde durch bewusste Maßnahmen erreicht, wie etwa polizeiliche Razzien in Schulen, polizeiliche Untersuchungen des Besitzes von Schülern, Massenverhaftungen von Schülern und Lehrern und den Einsatz von Schülern als Zwangsarbeiter, die oft als Saisonalarbeiter nach Deutschland gebracht wurden.

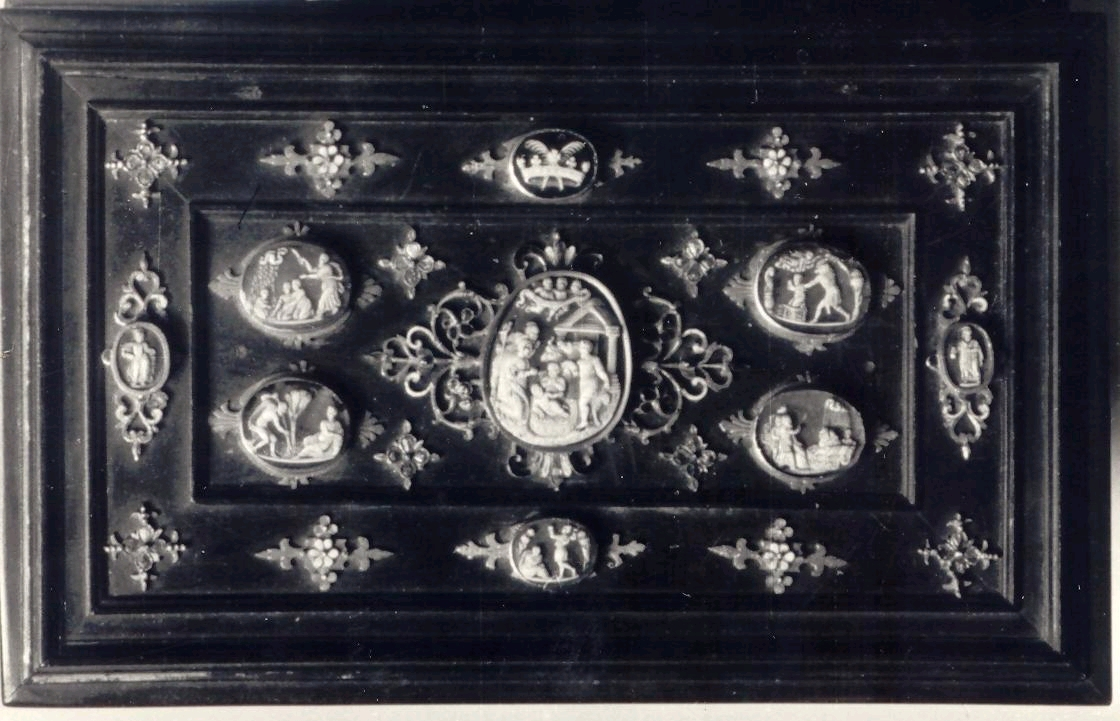
Königliche Schatulle der Königin Bona Sforza aus dem 16. Jahrhundert; 1939 von den Deutschen geraubt und zerstört

Die Deutschen waren besonders an der Vernichtung jüdischer Kultur interessiert; so wurde praktisch jede Synagoge in Polen zerstört. Ferner wurde der Verkauf jüdischer Literatur in ganz Polen verboten.
Polnische Literatur sah sich in den von Deutschland annektierten Gebieten einem ähnlichen Schicksal gegenüber, da dort auch der Verkauf polnischer Bücher verboten war. Die öffentliche Vernichtung polnischer Bücher war nicht auf diejenigen begrenzt, die in den Büchereien beschlagnahmt wurden, sondern umfasste auch jene Bücher, die in Privathaushalten konfisziert wurden. Die jüngsten polnischen Titel, die noch nicht verboten waren, wurden 1943 zurückgezogen; selbst polnische Gebetbücher wurden beschlagnahmt. Kurz nach Anfang der Besetzung wurden die meisten Bibliotheken geschlossen; etwa 80 % aller Krakauer Büchereien wurden sofort geschlossen, während die übrigen zusehen mussten, wie Zensoren ihre Bestände dezimierten. Die Besatzungstruppen zerstörten auch polnische Buchsammlungen einschließlich der Sejm und Senatsbibliothek, der Przezdziecki- und Zamoyski-Bibliothek, der Zentralen Militärbibliothek und der Rapperswil-Sammlung. 1941 wurde die letzte verbliebene öffentliche polnische Bibliothek im deutsch besetzten Gebiet in Warschau geschlossen. Während des Krieges verloren die Warschauer Bibliotheken rund eine Million Bände, rund 30 % ihrer Sammlungen. Mehr als 80 % dieser Verluste sind direkte Folge der Säuberungsaktionen und nicht durch militärische Kampfaktionen verursacht. Es wird geschätzt, dass insgesamt 10 Millionen Bände von staatlichen Bibliotheken und Einrichtungen während des Krieges untergingen.
Polnische Flaggen und andere Nationalsymbole wurden beschlagnahmt. Der Kampf gegen die polnische Sprache umfasste auch den Abriss von polnischsprachigen Zeichen und die Verbannung der polnischen Sprache von öffentlichen Plätzen. Menschen, die auf den Straßen Polnisch sprachen, wurden oft beleidigt oder körperlich angegriffen. Die Germanisierung von Ortsnamen setzte sich durch. Viele Schätze polnischer Kultur – einschließlich Denkmäler, Gedenktafeln und Monumenten für Nationalhelden (z. B. das Krakauer Adam-Mickiewicz-Denkmal) – wurden zerstört. In Toruń wurden alle Denkmäler und Gedenktafeln abgerissen. In ganz Polen wurden Dutzende Denkmäler zerstört. Die Nazis planten ganze Städte zu schleifen.

#### Zensur und Propaganda

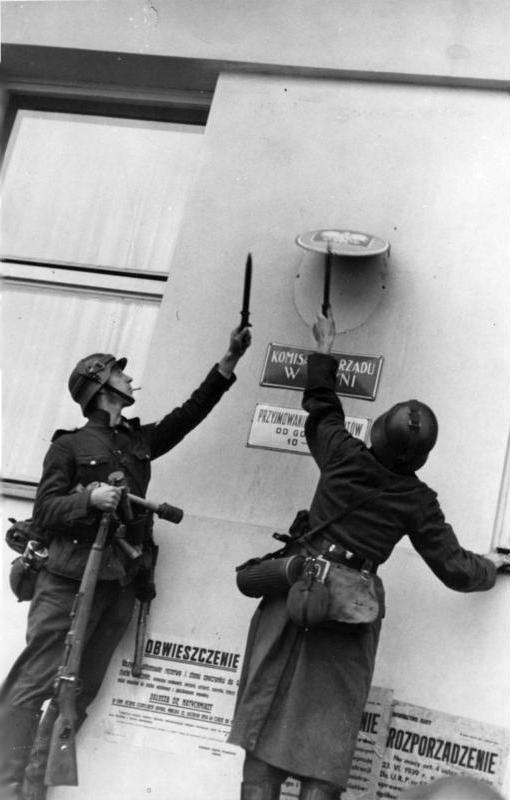
Wehrmachtsoldaten entfernen ein polnisches Hoheitsabzeichen in Gdynia, September 1939

Die Veröffentlichung aller normalen polnischsprachigen Bücher, literarischen oder wissenschaftlichen Studien war verboten. 1940 nahmen mehrere deutsch kontrollierte Druckereien im besetzten Polen ihren Betrieb auf und veröffentlichten Dinge wie Polnisch-Deutsche Wörterbücher und antisemitische sowie antikommunistische Romane. Ein Ziel der deutschen Propaganda war es, die Polnische Geschichte neu zu schreiben: Studien wurden veröffentlicht und Ausstellungen fanden statt, die behaupteten, dass das polnische Land eigentlich deutsch sei und dass berühmte Polen einschließlich Nicolaus Copernicus, Veit Stoss und Chopin von einem ethnischen Standpunkt aus Deutsche gewesen seien.
Die Zensur traf zunächst Bücher, die als „gefährlich“ wahrgenommen wurden, einschließlich wissenschaftlicher und pädagogischer Texte sowie Texte, von denen man dachte, dass sie polnischen Patriotismus fördern könnten; lediglich Fiktion, die frei war von antideutschen Untertönen, war erlaubt. Verbotene Literatur umfasste auch Karten, Atlanten, englischsprachige und französischsprachige Veröffentlichungen, einschließlich Wörterbüchern. Es wurden mehrere nichtöffentliche Indexe von verbotenen Büchern geschaffen und über 1500 polnische Schriftsteller wurden als „gefährlich für den deutschen Staat und die deutsche Kultur“ eingestuft. Der Index verbotener Autoren umfasste auch polnische Schriftsteller wie Adam Mickiewicz, Juliusz Słowacki, Stanisław Wyspiański, Bolesław Prus, Stefan Żeromski, Józef Ignacy Kraszewski, Władysław Reymont, Julian Tuwim, Kornel Makuszyński, Leopold Staff, Eliza Orzeszkowa und Maria Konopnicka. Der reine Besitz dieser Bücher war illegal und mit Gefängnisstrafe bedroht. Der Tür-zu-Tür-Verkauf von Büchern wurde verboten und Buchhandlungen – sie benötigten eine Genehmigung zum Betrieb – wurden entweder ausgeräumt oder geschlossen.
Den Polen wurde bei Todesstrafe verboten, Radios zu besitzen. Die Presse wurde von über 2000 Publikationen auf einige Dutzend reduziert, die alle von den Deutschen zensiert wurden. Alle Zeitungen der Vorkriegszeit wurden geschlossen und die wenigen, die während der Besetzung publizierten, waren Neugründungen unter völliger Kontrolle durch die Deutschen. Eine solche völlige Zerstörung der Presse war beispiellos in der zeitgenössischen Geschichte. Die einzige offiziell zugängliche Lektüre war die Propagandapresse, die von der deutschen Besatzungsverwaltung verbreitet wurde. Kinos, jetzt unter der Kontrolle der deutschen Propaganda-Maschinerie, mussten ihr Programm von Filmen aus dem NS-Deutschland bestimmen lassen, die von der deutschen Wochenschau eingeleitet wurde. Die wenigen polnischen Filme, die gezeigt werden durften (etwa 20 % des Programms), wurden bearbeitet, um alle Verweise auf polnische Nationalsymbole sowie jüdische Schauspieler und Produzenten zu beseitigen. Mehrere Propagandafilme wurden auf Polnisch gedreht, obwohl ab 1943 keine polnischen Filme mehr gezeigt wurden. Da alle Gewinne aus polnischen Kinos offiziell in die deutsche Kriegsproduktion flossen, wurde vom polnischen Untergrund vom Besuch dieser Kinos abgeraten; ein berühmter Slogan der Untergrundbewegung erklärte: „Tylko świnie siedzą w kinie“ („nur Schweine besuchen die Filme“). Die Theater sahen sich ähnlichem Druck ausgesetzt, da ihnen von den Deutschen die Produktion „ernster“ Schauspiele verboten wurde. Tatsächlich wurden einige Propagandastücke für Theaterbühnen geschaffen. Daher wurden auch Theaterproduktionen vom Untergrund boykottiert. Außerdem wurde Schauspielern davon abgeraten, in solchen zu spielen, und sie wurden davor gewarnt, als Kollaborateure etikettiert zu werden, wenn sie dem Rat nicht nachkämen. Ironischerweise wurden die Beschränkungen auf kulturelle Darbietungen in den jüdischen Ghettos gelockert, da die Deutschen die Ghettobewohner ablenken und vom Erkennen ihres kommenden Schicksals abhalten wollten.
Musik war die am wenigsten eingeschränkte kulturelle Aktivität, möglicherweise, weil Hans Frank sich selbst als Liebhaber seriöser Musik ansah. Im Laufe der Zeit ordnete er die Schaffung des Orchesters und der Symphonie des Generalgouvernements in dessen Hauptstadt Krakau an. Zahlreiche musikalische Darbietungen wurden in Cafés und in Kirchen erlaubt und der polnische Untergrund beschloss lediglich Propaganda-Opern zu boykottieren. Bildende Künstler, einschließlich Maler und Bildhauer, wurden gezwungen, sich bei der deutschen Regierung zu registrieren; aber ihre Werke wurden insgesamt vom Untergrund toleriert, so lange sich keine Propagandathemen vermittelten. Die geschlossenen Museen wurden durch gelegentliche Kunstausstellungen ersetzt, die häufig Propagandathemen darstellten.
Die Entwicklung der NS-Propaganda im besetzten Polen kann generell in zwei Hauptphasen unterteilt werden: Anfängliche Bemühungen zielten auf die Schaffung eines negativen Bildes des Vorkriegspolen, spätere Bemühungen sollten eine antisowjetische, antisemitische und prodeutsche Haltung fördern.

### Sowjetische Besetzung

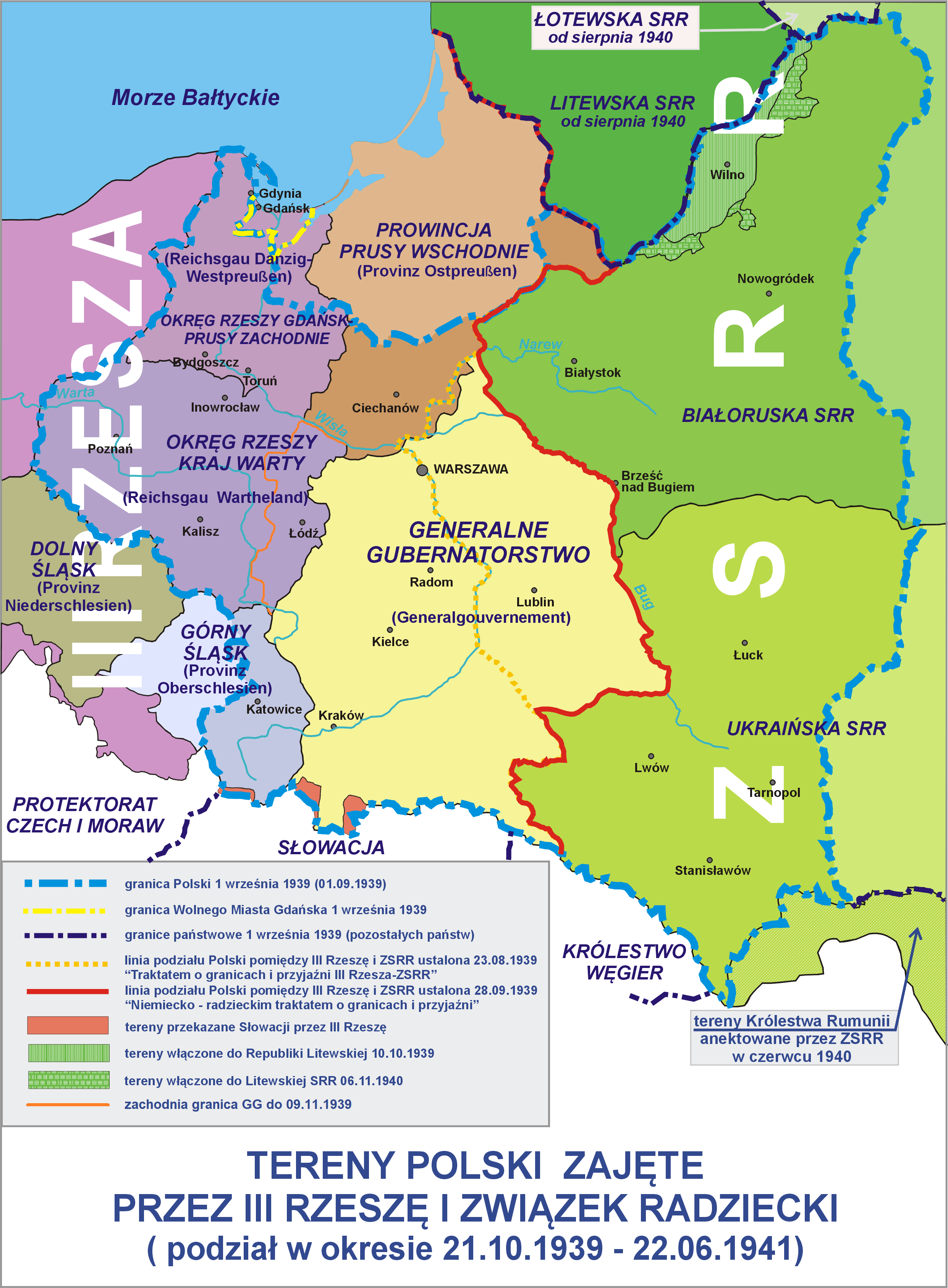
Vierte Teilung Polens infolge des Hitler-Stalin-Pakts

Nach der sowjetischen Invasion in Polen (ab dem 17. September 1939), die auf die deutsche Invasion folgte, die ihrerseits den Beginn des Zweiten Weltkriegs markierte (1. September 1939), annektierte die Sowjetunion die östlichen Landesteile (Kresy) der Zweiten Polnischen Republik, wo auf einer Fläche von 201.015 km² rund 13,3 Millionen Menschen lebten. Hitler und Stalin teilten das Ziel, Polens politisches und kulturelles Lebens auszulöschen, so dass die Region und die Idee Polen nicht mehr bestehen würden.

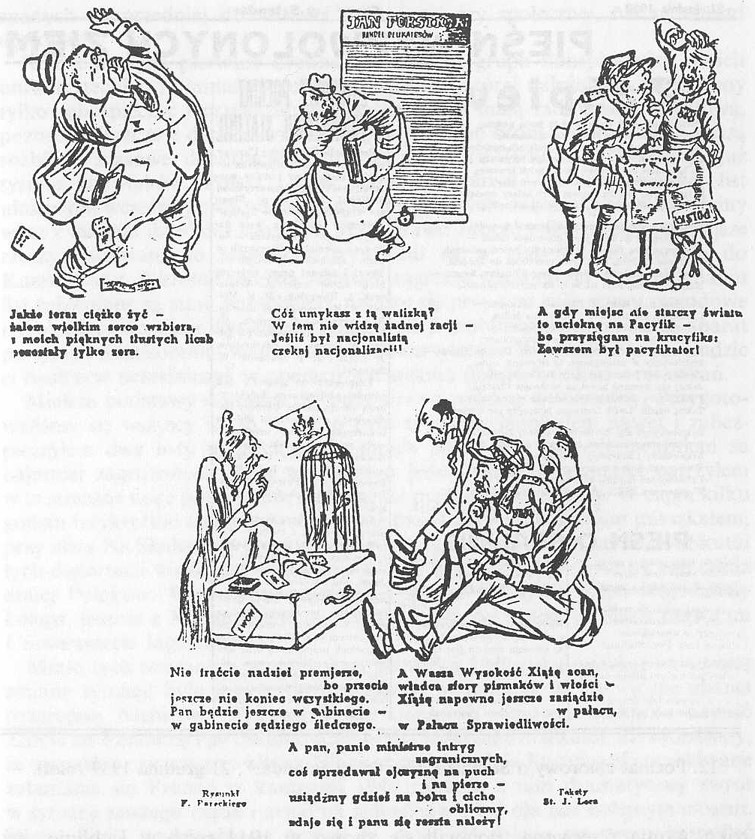
Sowjetisch inspirierte polnischsprachige Karikaturen verunglimpfen polnische „Volksfeinde“ – Geschäftsleute, Armeeoffiziere und Aristokraten (veröffentlicht in Lwów im September 1940)

Die sowjetischen Behörden betrachteten Dienst für den polnischen Staat vor Kriegsbeginn als ein „Verbrechen gegen die Revolution“ und „antirevolutionäre Tätigkeit“ und verhafteten viele Mitglieder der polnischen Intelligenzia, Politiker, Beamte und Wissenschaftler sowie alle Personen, die im Verdacht standen, eine Gefahr für die sowjetische Herrschaft darzustellen. Mehr als eine Million polnische Bürger wurden nach Sibirien deportiert, viele wurden für Jahre bis Jahrzehnte in Gulag untergebracht. Andere starben, einschließlich der 20.000 Offiziere, die im Massaker von Katyn umkamen.
Die annektierten Gebiete wurden schnell „sowjetisiert“, indem die obligatorische Kollektivierung eingeführt wurde. Sie fuhren fort, privates und polnisch-staatliches Eigentum zu beschlagnahmen, zu verstaatlichen und umzuverteilen. In diesem Rahmen brachen sie rücksichtslos politische Parteien und gesellschaftliche Vereinigungen auf und inhaftierten oder ermordeten ihre Leiter als „Volksfeinde“. Im Einklang mit der sowjetischen religionsfeindlichen Politik wurden Kirchen und religiöse Organisationen verfolgt. Am 10. Februar 1940 wurde von der NKWD eine Terrorkampagne gegen „antisowjetische Elemente“ im besetzten Polen begonnen. Im Visier hatte die Sowjetunion Personen, die oft ins Ausland reisten oder Korrespondenz mit Ausland unterhielten, Esperantisten, Briefmarkensammler, Rotkreuzmitarbeiter, Flüchtlinge, Schmuggler, Priester und Ordensleute, Adlige, Grundbesitzer, wohlhabende Kaufleute, Bankiers, Industrielle sowie Hotel- und Restaurantbesitzer. Wie Hitler versuchte auch Stalin die polnische Gesellschaft zu „enthaupten“.
Die sowjetischen Behörden versuchten alle Spuren polnischer Geschichte in der Region, die unter ihrer Kontrolle stand, zu beseitigen. Der Name „Polen“ wurde verboten. Polnische Denkmäler wurden abgerissen. Alle Einrichtungen des zerlegten polnischen Staates, einschließlich der Universität Lwów, wurden geschlossen und später, meist unter Leitung eines russischen Direktors, wiedereröffnet. Sowjetisch-kommunistische Ideologie wurde aller Lehre übergeordnet. Polnische Literatur und Sprachwissenschaft wurde von den sowjetischen Behörden aufgelöst und die polnische Sprache durch Russisch oder Ukrainisch ersetzt. Sogar in den Grundschulen wurden polnischsprachige Bücher verbrannt. Polnische Lehrer wurden im Schuldienst nicht zugelassen, viele waren inhaftiert. Der Unterricht fand auf Belarussisch, Ukrainisch oder Litauisch statt, mit einem sowjetfreundlichen Lehrplan. Die meisten Wissenschaftler glauben, dass „die Bedingungen in der sowjetischen Besatzungszone nur geringfügig weniger hart waren als unter den Deutschen“. Im September 1939 flohen viele polnische Juden in den Osten; nach einigen Monaten Leben unter der sowjetischen Herrschaft wollten sie in die deutsche Zone des besetzten Polens zurückkehren.
Alle Veröffentlichungen und Medien unterlagen der Zensur. Die Sowjetunion versuchte Polen des linken Flügels zu rekrutieren, die zur Kooperation bereit waren. Bald nach der Invasion gründete die Autorengemeinschaft der sowjetischen Ukraine eine örtliche Gruppierung in Lwów; dort gab es ein polnischsprachiges Theater und einen Radiosender. In Minsk und Wilno waren die kulturellen Aktivitäten der Polen weniger organisiert. Diese Aktivitäten wurden von den sowjetischen Behörden streng kontrolliert, die zusahen, dass diese Angebote das neue sowjetische Regime in einem positiven Licht darstellten und die ehemalige polnische Regierung verleumdeten. Diese sowjetische, aus Propagandaabsichten motivierte, Unterstützung für kulturelle Angebote in polnischer Sprache standen dennoch im Widerspruch zur offiziellen Russifizierungspolitik. Zunächst beabsichtigte die Sowjetunion, die polnische Sprache aussterben zu lassen, und verboten deshalb Polnisch in den Schulen, auf Straßenschildern und in anderen Lebensbereichen. Diese Politik änderte sich zeitweise jedoch – erstmals etwa während der gefälschten Wahlen im Oktober 1939 und später, nachdem Deutschland Frankreich erobert hatte. Im späten Frühjahr 1940 entschied Stalin, der einen Konflikt mit dem Dritten Reich kommen sah, dass die Polen jetzt für ihn nützlich sein könnten. Im Herbst 1940 begingen die Polen in Lemberg den 85. Todestag von Adam Mickiewicz. Bald entschied Stalin jedoch, die Russifizierungspolitik zu verstärken. Dies wurde allerdings wieder umgekehrt, als nach der deutschen Invasion in die Sowjetunion ein Bedarf an prosowjetischer Propaganda in polnischer Sprache entstand, als Stalin die Aufstellung der polnischen Streitkräfte in der Sowjetunion erlaubte und sich später entschloss, die kommunistische Volksrepublik Polen zu gründen.
Manche polnische Autoren kollaborierten mit der Sowjetunion und schrieben prosowjetische oder antipolnische Propaganda. Zu ihnen gehörten Jerzy Borejsza, Tadeusz Boy-Żeleński, Kazimierz Brandys, Janina Broniewska, Jan Brzoza, Teodor Bujnicki, Leon Chwistek, Zuzanna Ginczanka, Halina Górska, Mieczysław Jastrun, Stefan Jędrychowski, Stanisław Jerzy Lec, Tadeusz Łopalewski, Juliusz Kleiner, Jan Kott, Jalu Kurek, Karol Kuryluk, Leopold Lewin, Anatol Mikułko, Jerzy Pański, Leon Pasternak, Julian Przyboś, Jerzy Putrament, Jerzy Rawicz, Adolf Rudnicki, Włodzimierz Słobodnik, Włodzimierz Sokorski, Elżbieta Szemplińska, Anatol Stern, Julian Stryjkowski, Lucjan Szenwald, Leopold Tyrmand, Wanda Wasilewska, Stanisław Wasilewski, Adam Ważyk, Aleksander Weintraub und Bruno Winawer.
Andere polnische Schriftsteller lehnten die Schmeicheleien des neuen Regimes ab und veröffentlichten stattdessen im Untergrund, wie z. B.: Jadwiga Czechowiczówna, Jerzy Hordyński, Jadwiga Gamska-Łempicka, Herminia Naglerowa, Beata Obertyńska, Ostap Ortwin, Tadeusz Peiper, Teodor Parnicki, Juliusz Petry. Einige Autoren, wie Władysław Broniewski, schlossen sich der antisowjetischen Opposition an, nachdem sie einige Monate mit der Sowjetunion kollaboriert hatten. Auch Aleksander Wat, ursprünglich Sympathisant des Kommunismus, wurde vom NKWD verhaftet und nach Kasachstan geschickt.

## Kultur im Untergrund

### Förderer
Die Polnische Kultur bestand im Untergrund in Form von Bildung, Veröffentlichen und Theater fort. Der polnische Untergrundstaat schuf ein Ministerium für Bildung und Kultur unter Stanisław Lorentz. Gemeinsam mit dem Ministerium für Arbeit und soziale Wohlfahrt (unter Jan Stanisław Jankowski und später Stefan Mateja) und dem Ministerium für die Beseitigung der Kriegsfolgen (unter Antoni Olszewski und Bronisław Domosławski), wurde es zum Förderer polnischer Kultur im Untergrund. Diese Ämter überwachten die Bemühungen, Kunstwerke in staatlichen und privaten Sammlungen vor den Plünderungen und Zerstörungen zu bewahren (besonders die riesigen Gemälde von Jan Matejko, die während des gesamten Krieges versteckt wurden). Sie erstellten Berichte über geraubte und zerstörte Werke und unterstützten Künstler und Wissenschaftler mit der Absicht, ihre Arbeit und Veröffentlichungstätigkeit fortzusetzen sowie ihre Familie zu unterstützen. So finanzierten sie die Untergrundzeitung Bibuła mit Werken von Winston Churchill und Arkady Fiedler sowie 10.000 Kopien einer polnischen Grundschul-Fibel und beauftragten Künstler, Widerstandskunstwerke zu schaffen (die dann von der Operation N und ähnlichen Aktivitäten verbreitet wurden). Darüber hinaus wurden gelegentlich heimliche Kunstausstellungen, Theateraufführungen und Konzerte finanziert.
Weitere wichtige Förderer polnischer Kultur waren die römisch-katholische Kirche und polnische Adlige, die ebenfalls Künstler unterstützten und polnisches Erbe hüteten (zu den wichtigsten gehörten Kardinal Adam Stefan Sapieha und der ehemalige Politiker Janusz Radziwiłł). Einige private Verleger, einschließlich Stefan Kamieński, Zbigniew Mitzner, und die Ossolinski-Nationalbibliothek bezahlten Autoren für Bücher, die nach dem Krieg veröffentlicht werden sollten.

### Bildung
Als Reaktion auf die Schließung und Zensur polnischer Schulen durch die Deutschen führte der Widerstand unter den Lehrern fast unmittelbar in die Entstehung umfangreicher Bildungstätigkeiten im Untergrund. Als bekanntestes Beispiel wurde die Geheime Lehrorganisation (Tajna Organizacja Nauczycielska, TON) bereits im Oktober 1939 geschaffen. Örtlich entstanden auch andere Organisationen, die nach 1940 zunehmend der TON, welche eng mit dem Amt für Kultur und Bildung des Untergrundstaates zusammenarbeitete, das im Herbst 1941 vom Gründer der TON Czesław Wycech geschaffen wurde, untergeordnet und von dieser koordiniert wurden. Unterricht fand unter dem Deckmantel offiziell erlaubter Aktivitäten oder in Privathaushalten sowie an anderen Orten statt. 1942 nahmen 1,5 Millionen Schüler am Primärschulsystem im Untergrund teil. 1944 deckte das Sekundarschulsystem 100.000 Menschen ab und Universitätsstudiengänge wurden von 10.000 Studenten wahrgenommen (zum Vergleich: 1938/39 waren in Polen etwa 30.000 Studenten immatrikuliert). Über 90.000 Sekundärschüler besuchten Unterricht im Untergrund, der von annähernd 6000 Lehrern zwischen 1943 und 1944 in den vier Distrikten des Generalgouvernements (angeordnet um die Städte Warschau, Krakau, Radom und Lublin) gehalten wurden. Insgesamt erhielt in der Zeit des Generalgouvernements jedes dritte Kind eine Art von Bildung durch die Untergrundorganisationen; unter den Jugendlichen im Alter für Sekundarschulen wuchs diese Zahl auf rund 70 %. Man geht davon aus, dass die Abdeckung der Bevölkerung mit Bildungsangeboten in einigen ländlichen Regionen sich sogar verbesserte (beispielsweise, weil Lehrer, die aus den Städten geflüchtet waren oder deportiert wurden, Unterricht organisierten). Verglichen mit dem Unterricht der Vorkriegszeit fällt besonders die Abwesenheit der polnisch-jüdischen Schüler auf, die von den Nazis in Ghettos zusammengefasst wurden. Dennoch fand auch dort Bildung im Untergrund statt, die oft mit Unterstützung der polnischen Organisationen wie der TON organisiert wurde. Schüler der Untergrundschulen waren oft auch Mitglieder des polnischen Widerstandes.

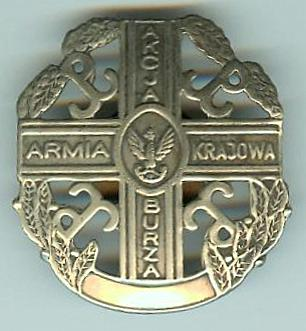
Orden für den Dienst während der Aktion Burza der polnischen Heimatarmee

Allein in Warschau existierten über 70 Schulen im Untergrund mit 2000 Lehrern und 21.000 Schülern. Die Warschauer Untergrund-Universität bildete 3700 Studenten aus und konnte 64 Diploma und 7 Doktortitel verleihen. Die Technische Universität Warschau bildete während der Besatzung 3000 Studenten aus und konnte 186 Ingenieursdiploma und 18 Doktorgrade verleihen, sowie 16 Personen habilitieren. Die Krakauer Jagiellonen-Universität verlieh 568 Diploma, 62 Doktorgrade, beschäftigte über 100 Professoren und Dozenten und bediente mehr als 1000 Studenten im Jahr. In ganz Polen setzten viele andere Universitäten und höhere Bildungsanstalten (für Musik, Theater, Kunst und Ähnliches) ihren Unterricht während des gesamten Krieges fort. Selbst einige wissenschaftliche Studien wurden durchgeführt (beispielsweise von Władysław Tatarkiewicz, einem führenden polnischen Philosophen, und von Zenon Klemensiewicz, einem Linguisten). Annähernd 1000 polnische Wissenschaftler erhielten Gelder vom Untergrundstaat, welche ihnen die Fortsetzung ihrer Forschungstätigkeit ermöglichten.
Die deutsche Haltung gegenüber der Bildung im Untergrund unterschied sich abhängig davon, ob sie innerhalb des Generalgouvernements oder in den annektierten Gebieten stattfand. Die Deutschen hatten bereits 1943 sicher das volle Ausmaß des polnischen Bildungssystems im Untergrund erkannt, verfügten jedoch nicht über das Personal, ihm ein Ende zu setzen, vermutlich, da sie ihre Ressourcen vor allem für den Umgang mit dem bewaffneten Widerstand einsetzten. Die Schließung von Schulen und Kollegs im Generalgouvernement gehörte für die Deutschen größtenteils nicht zur höchsten Priorität. 1943 gab ein Deutscher Bildungsbericht die Auskunft, dass die Kontrolle über den Lernstoff in Schulen, speziell in den ländlichen, wegen des Mangels an Personal, Transportmöglichkeiten und der Aktivitäten des polnischen Widerstandes schwierig sei. Einige Schulen lehrten halböffentlich gegen den Willen der deutschen Behörden verbotene Inhalte. Hans Frank stellte 1944 fest, dass polnische Lehrer, obwohl sie „Todfeinde“ des Deutschen Reiches seien, nicht alle sofort entfernt werden könnten. In den annektierten Gebieten wurde dies viel mehr als ernstes Problem wahrgenommen, als es den Germanisierungsprozess behinderte; wer in diesen Gebieten in das Bildungssystem im Untergrund eingebunden war, war viel gefährdeter, in ein Konzentrationslager deportiert zu werden.

### Presse
Es gab über 1.000 Untergrundzeitungen; unter den wichtigsten waren die Biuletyn Informacyjny von Armia Krajowa und die Rzeczpospolita der Delegatura Rządu Rzeczypospolitej Polskiej na Kraj. Neben der Veröffentlichung von Nachrichten (aus abgefangenen Radiosendungen aus dem Westen) gab es Hunderte von Publikationen im Untergrund, die der Politik, Wirtschaft, Bildung und Literatur gewidmet waren (beispielsweise Sztuka i Naród). Der höchste aufgezeichnete Umfang von Veröffentlichungen gehörte der Biuletyn Informacyjny mit 43.000 Druckexemplaren; normaler Umfang größerer Veröffentlichungen war 1.000 bis 5.000 Exemplare. Der polnische Untergrund veröffentlichte außerdem auch Broschüren und Faltblätter von imaginären Widerstandsorganisationen, die Desinformationen verbreiten und die Moral der Deutschen senken sollten. Auch Bücher und andere Dinge wurden gedruckt, wie etwa patriotische Poster oder gefälschte Poster der Deutschen Verwaltung, die den Deutschen befahlen, Polen zu verlassen, oder die Polen aufforderten, die Katzen in ihrem Haushalt zu registrieren.
Die beiden wichtigsten „Verleger“ im Untergrund waren das Büro für Information und Propaganda der Heimatarmee und die Regierungsdelegation für Polen. Die Tajne Wojskowe Zakłady Wydawnicze (dt. etwa: Geheimes militärisches Veröffentlichungshaus) von Jerzy Rutkowski (Angehöriger der Heimatarmee) war wahrscheinlich der größte Verleger im Untergrund weltweit.
Zusätzlich zu polnischen Titeln druckte die Heimatarmee falsche deutsche Zeitungen, die dafür ausgelegt waren, die Moral der deutschen Besatzungstruppen abzubauen (als Teil der Operation N). Die Mehrheit der polnischen Druckereien im Untergrund befand sich im besetzten Warschau; bis zum Warschauer Aufstand im Sommer 1944 entdeckten die Deutschen dort über 10 Druckerpressen des Untergrunds (ihre Bediener wurden meist hingerichtet oder in Konzentrationslager geschickt). Das zweitgrößte Zentrum polnischer Veröffentlichungstätigkeit im Untergrund war Krakau. Dort waren Autoren und Redakteure ähnlichen Gefahren ausgesetzt: Beispielsweise wurde fast die gesamte Redaktion der satirischen Untergrundzeitung Na Ucho inhaftiert und die Chefredakteure wurden am 27. Mai 1944 in Krakau exekutiert (Na Ucho war die am längsten veröffentlichte polnische Untergrundzeitung, die sich der Satire widmete; ab Oktober 1943 wurden 20 Ausgaben veröffentlicht). Die Untergrundpresse wurde von einer großen Zahl von Aktivisten unterstützt; neben den Mannschaften, die die Druckerpressen bedienten, gab es eine ganze Reihe von Kurieren des Untergrunds, die die Veröffentlichungen verbreiteten. Einigen Statistiken zufolge waren diese Kuriere die am meisten verhaftete Gruppe unter den Untergrundmitgliedern.
Unter deutscher Besatzung waren die Berufe des polnischen Journalisten oder Schriftstellers praktisch vernichtet, da diese nur wenige Gelegenheiten hatten, ihre Arbeit zu veröffentlichen. Die Abteilung für Kultur des Untergrundstaates finanzierte verschiedene Initiativen und Einzelpersonen, so dass sie ihre Arbeit fortsetzen und ihnen bei ihren Veröffentlichungen geholfen werden konnte.
Romane und Anthologien wurden von Untergrunddruckereien veröffentlicht; über 1000 Werke wurden so während des Krieges aufgelegt. Literarische Diskussionen fanden statt und prominente Autoren, die in Polen arbeiteten, nahmen daran teil. Hierzu gehörten unter anderen: Krzysztof Kamil Baczyński, Lesław Bartelski, Tadeusz Borowski, Tadeusz Boy-Żeleński, Maria Dąbrowska, Tadeusz Gajcy, Zuzanna Ginczanka, Jarosław Iwaszkiewicz, der spätere Nobelpreis-Gewinner Czesław Miłosz, Zofia Nałkowska, Jan Parandowski, Leopold Staff, Kazimierz Wyka und Jerzy Zawiejski. Autoren schrieben über die schlechten Bedingungen in den Kriegsgefangenenlagern (Konstanty Ildefons Gałczyński, Stefan Flukowski, Leon Kruczkowski, Andrzej Nowicki und Marian Piechała), in den Ghettos und sogar in den Konzentrationslagern (Jan Maria Gisges, Halina Gołczowa, Zofia Górska (Romanowiczowa), Tadeusz Hołuj, Kazimierz Andrzej Jaworski sowie Marian Kubicki). Viele Autoren erlebten das Ende des Krieges nicht, zu ihnen gehören Krzysztof Kamil Baczyński, Wacław Berent, Tadeusz Boy-Żeleński, Tadeusz Gajcy, Zuzanna Ginczanka, Juliusz Kaden-Bandrowski, Stefan Kiedrzyński, Janusz Korczak, Halina Krahelska, Tadeusz Hollender, Witold Hulewicz, Ferdynand Antoni Ossendowski, Włodzimierz Pietrzak, Leon Pomirowski, Kazimierz Przerwa-Tetmajer und Bruno Schulz.

### Bildende Kunst und Musik

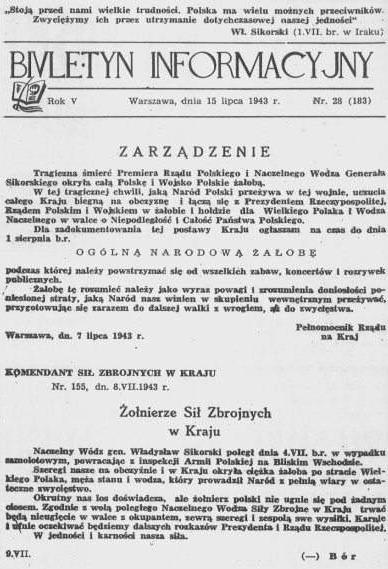
Biuletyn Informacyjny des polnischen Untergrundstaates vom 15. Juli 1943 – Information über den Tod von General Sikorski und Anordnung eines nationalen Trauertages

Mit der Zensur des polnischen Theaters (und dem praktischen Ende der polnischen Radio- und Filmindustrie) entstanden Untergrundtheater, vor allem in Warschau und Krakau, die Vorstellungen an verschiedenen Orten im Untergrund aufführten. Ab 1940 wurden die Theater vom Geheimen Theaterrat koordiniert. Vier große Unternehmen und über 40 kleinere Gruppen waren während des gesamten Krieges aktiv, selbst im Warschauer Pawiak-Gefängnis der GeStaPo und im KZ Auschwitz; auch Schauspielschulen wurden im Untergrund eingerichtet. Zu den Schauspielern im Untergrund, von denen viele in profanen Berufen arbeiteten, gehörten Karol Adwentowicz, Elżbieta Barszczewska, Henryk Borowski, Wojciech Brydziński, Władysław Hańcza, Stefan Jaracz, Tadeusz Kantor, Mieczysław Kotlarczyk, Bohdan Korzeniowski, Jan Kreczmar, Adam Mularczyk, Andrzej Pronaszko, Leon Schiller, Arnold Szyfman, Stanisława Umińska, Edmund Wierciński, Maria Wiercińska, Karol Wojtyła (der spätere Papst Johannes Paul II.), Marian Wyrzykowski, Jerzy Zawiejski und andere. Auch in den jüdischen Ghettos und in den Lagern für polnische Kriegsgefangene wurde Theater gespielt.
Auch die polnische Musik, einschließlich Orchester, begab sich in den Untergrund. Hervorragende polnische Musiker und Regisseure (Adam Didur, Zbigniew Drzewiecki, Jan Ekier, Barbara Kostrzewska, Zygmunt Latoszewski, Jerzy Lefeld, Witold Lutosławski, Andrzej Panufnik, Piotr Perkowski, Edmund Rudnicki, Eugenia Umińska, Jerzy Waldorff, Kazimierz Wiłkomirski, Maria Wiłkomirska, Bolesław Woytowicz, Mira Zimińska) traten in Restaurants, Cafés und in Privathaushalten sowie mit dem kühnsten patriotischen Balladengesang auf den Straßen auf, während sie deutsche Patrouillen umgingen. Auch wurden patriotische Lieder, wie Siekiera, motyka, das bekannteste Lied aus dem besetzten Warschau, geschrieben. Patriotische Puppentheater wurden aufgeführt. Jüdische Musiker (z. B. Władysław Szpilman) und Künstler traten ebenfalls in Ghettos und sogar in Konzentrationslagern auf. Auch wenn viele von ihnen starben, konnten einige im Ausland überleben, wie etwa Alexandre Tansman in den Vereinigten Staaten und Eddie Rosner sowie Henryk Wars in der Sowjetunion.

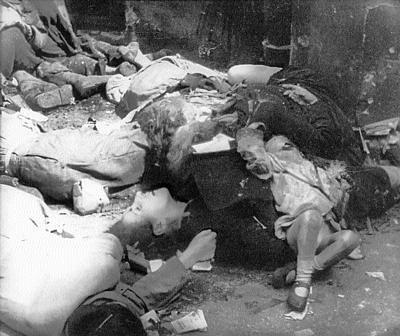
Foto von zivilen Opfern der SS im Massaker von Wola während des Warschauer Aufstands 1944

Bildende Kunst gab es ebenfalls im Untergrund. Cafés, Restaurants und Privathaushalte wurden in Galerien oder Museen umgewandelt; einige von ihnen wurden geschlossen und ihre Besitzer, ihr Personal und ihre Förderer gefoltert, inhaftiert oder sogar hingerichtet. Zu den Künstlern im polnischen Untergrund gehörten Eryk Lipiński, Stanisław Miedza-Tomaszewski, Stanisław Ostoja-Chrostowski, und Konstanty Maria Sopoćko. Einige Künstler arbeiteten direkt für den Untergrundstaat, indem sie Geld und Dokumente fälschten oder Anti-Nazi-Kunst (satirische Poster und Karikaturen) oder polnische Patriotismussymbole schufen (beispielsweise die Kotwica). Diese Werke wurden in Druckereien des Untergrunds vervielfältigt und diejenigen, die öffentlich gezeigt werden sollten, wurden an Mauern aufgehängt oder als Graffiti gemalt. Viele dieser Aktivitäten wurden unter der Operation N des Büros für Information und Propaganda der Heimatarmee koordiniert. 1944 konnten so drei große Puppen (6 m hoch) als Karikaturen von Hitler und Mussolini auf allen öffentlichen Plätzen in Warschau gezeigt werden. Einige Künstler erfassten das Leben und Sterben im besetzten Polen; trotz der Verbote verwendeten sie Kameras und schossen Fotos und drehten sogar Filme. Obwohl es unmöglich war, einen Radiosender im Untergrund zu betreiben, wurden Reden im Untergrund aufgezeichnet und in deutsche Radiosender oder Lautsprechersysteme eingespeist. Briefmarken des Untergrunds wurden entworfen und ausgestellt. Nachdem die Deutschen auch polnische Sportaktivitäten verboten hatten, entstanden Sportvereine im Untergrund. Auch geheime Fußballspiele und sogar Turniere wurden in Warschau, Krakau und Posen organisiert, auch wenn diese normalerweise von den Deutschen aufgelöst wurden. All diese Aktivitäten fanden Unterstützung bei der Abteilung für Kultur des Untergrundstaates.

### Warschauer Aufstand
Während des Warschauer Aufstandes (August bis Oktober 1944) versuchten die Menschen in den polnisch kontrollierten Gebieten ihr ehemaliges Alltagsleben in ihrem freien Land wiederherzustellen. Das kulturelle Leben blühte sowohl bei den Soldaten als auch bei der Zivilbevölkerung mit Theatern, Kinos, Postämtern, Zeitungen und ähnlichen verfügbaren Aktivitäten. Das zehnte geheime Poesieturnier fand während des Aufstandes statt, mit Waffen als Preisen (die meisten polnischen Dichter der jüngeren Generation waren zugleich Widerstandsmitglieder). Unter der Leitung von Antoni Bohdziewicz produzierte das Büro für Information und Propaganda der Heimatarmee drei Wochenschauen und über 30 km Filmmaterial, welche den Kampf dokumentierten. Eugeniusz Lokajski schoss vor seinem Tod 1000 Aufnahmen; Sylwester Braun rund 3000, von denen 1520 erhalten blieben, und Jerzy Tomaszewski rund weitere 1000.

## Kultur im Exil
Viele polnische Künstler arbeiteten im Ausland, außerhalb des besetzten Europa. Arkady Fiedler, der in Großbritannien stationiert war, schrieb etwa über das 303. polnische Jagdgeschwader. Melchior Wańkowicz schrieb über den polnischen Beitrag zur Einnahme von Monte Cassino in Italien. Zu den anderen Schriftstellern, die im Ausland arbeiteten, gehören Jan Lechoń, Antoni Słonimski, Kazimierz Wierzyński und Julian Tuwim. Es gab Künstler, die für die polnischen Streitkräfte im Westen ebenso wie für die polnischen Streitkräfte im Osten auftraten. Zu den Musikern, die für das 2. Polnische Korps im Kabarett „Polnische Parade“ auftraten, gehörten Henryk Wars und Irena Anders. Das beliebteste Lied der Soldaten, die unter den Alliierten kämpften, war das „Czerwone maki na Monte Cassino“ (Der rote Mohn am Monte Cassino), das von Feliks Konarski und Alfred Schütz 1944 komponiert wurde. Auch polnisches Theater existierte im Exil – im Osten wie im Westen. Verschiedene polnische Maler, meistens Soldaten des 2. Polnischen Korps, setzten ihre Arbeit während des gesamten Krieges fort. Zu ihnen gehörten Tadeusz Piotr Potworowski, Adam Kossowski, Marian Kratochwil, Bolesław Leitgeber und Stefan Knapp.

## Einfluss auf die Nachkriegskultur
Die Versuche, während des Krieges polnische Kultur zu zerstören, haben stattdessen dazu geführt, diese zu stärken. Norman Davies schrieb in God’s Playground: „1945 war, als Preis für die unzähligen Opfer, die Verbundenheit der Überlebenden mit ihrer Heimatkultur stärker als jemals zuvor“. Auch das engmaschige Netzwerk des Untergrundunterrichts, von Grundschulen bis zu den Universitäten, wurde bekannt für seine hohe Qualität, was zu einem großen Teil in der geringeren Zahl der Schüler gegenüber den Lehrern begründet liegt. Die entstehende Kultur war dennoch aus verschiedenen Gründen anders als die Kultur Polens in der Zwischenkriegszeit. Die Vernichtung der jüdischen Gesellschaft Polens, Gebietsänderungen in der Nachkriegszeit und Migrationen nach dem Krieg ließen Polen ohne seine historischen ethnischen Minderheiten zurück: Die multikulturelle Nation gab es nicht mehr.
Die Erfahrungen aus dem Zweiten Weltkrieg drückten ihren Stempel auf eine Generation polnischer Künstler, die als „Generation der Kolumbusse“ bekannt wurde. Dieser Begriff steht für eine ganze Generation von Polen, die kurz nach Polens Wiedererlangung der Unabhängigkeit 1918 geboren wurden und deren Jugend durch den Zweiten Weltkrieg geprägt wurde. In ihrer Kunst „entdeckten sie ein neues Polen“, das ein für alle Mal durch die Gräueltaten des Zweiten Weltkriegs und die daraus resultierende Schaffung eines kommunistischen Polens verändert war.
Über die Jahre betonten annähernd drei Viertel des polnischen Volkes die Bedeutung des Zweiten Weltkrieges für das polnische Nationalbewusstsein. Viele polnische Kunstwerke, die nach dem Krieg geschaffen wurden, drehten sich um Ereignisse des Krieges. Bücher von Tadeusz Borowski, Adolf Rudnicki, Henryk Grynberg, Miron Białoszewski, Hanna Krall und anderen sowie Filme, einschließlich derjenigen von Andrzej Wajda (Eine Generation, Der Kanal, Asche und Diamant, Lotna, Eine Liebe in Deutschland, Korczak und Das Massaker von Katyn), Fernsehserien (Vier Panzersoldaten und ein Hund und Sekunden entscheiden), Musik (Powstanie Warszawskie) und Comichefte reflektierten jene Zeit. Der polnische Historiker Tomasz Szarota schrieb dazu 1996:

„Bildungs- und Ausbildungsprogramme legen besonderen Wert auf die Zeit des Zweiten Weltkriegs und der Okkupation. Mit dem Krieg verbundene Ereignisse und Personen sind überall im Fernsehen, im Radio und in den Printmedien gegenwärtig. Das Thema bleibt ein wichtiges Element in Literatur und Bildung, in Film, Theater und den bildenden Künsten, ganz zu schweigen davon, dass Politiker immer wieder ihren Nutzen daraus ziehen. Wahrscheinlich begeht kein anderes Land Jahrestage, die mit den Ereignissen des Zweiten Weltkriegs verbunden sind, so oft und so feierlich.“

## Deutungen
Der britische Historiker Niall Ferguson schreibt, dass „die Malträtierung der Polen einer der vielen Wege sei, auf welchem sich die Nazis und die Sowjetunion immer ähnlicher wurden“.

## Weiterführende Literatur
- Mężyński, Andrzej: Straty bibliotek w czasie II wojny światowej w granicach Polski z 1945 roku: Wstępny raport o stanie wiedzy. / Unter Mitarbeit von Paszkiewicz, Urszula; Bieńkowska, Barbara. Warschau: Wydawnictwo Reklama, 1994, ISBN 83-902167-0-1.
- Ordęga, Adam; Terlecki, Tymon: Straty kultury polskiej: 1939–1944. Glasgow: Książnica Polska, 1945.
- Symonowicz, Antoni: Nazi Campaign against Polish Culture. In: Nurowski, Roman (Hrsg.): 1939–1945 War Losses in Poland. Poznań: Wydawnictwo Zachodnie, 1960. OCLC 47236461.
- Pruszynski, Jan P.: Poland: The War Losses, Cultural Heritage, and Cultural Legitimacy. In: Simpson, Elizabeth (Hrsg.): The Spoils of War: World War II and Its Aftermath; The Loss, Reappearance, and Recovery of Cultural Property. New York: Harry N. Abrams, 1997, ISBN 0-8109-4469-3.